# Parafia św. Gotarda w Kaliszu
Parafia Świętego Gotarda w Kaliszu – rzymskokatolicka  parafia w dekanacie Kalisz II. Erygowana w XII wieku. Mieści się przy ulicy Kordeckiego. Duszpasterstwo prowadzą w niej księża diecezjalni.